# Captain Swing

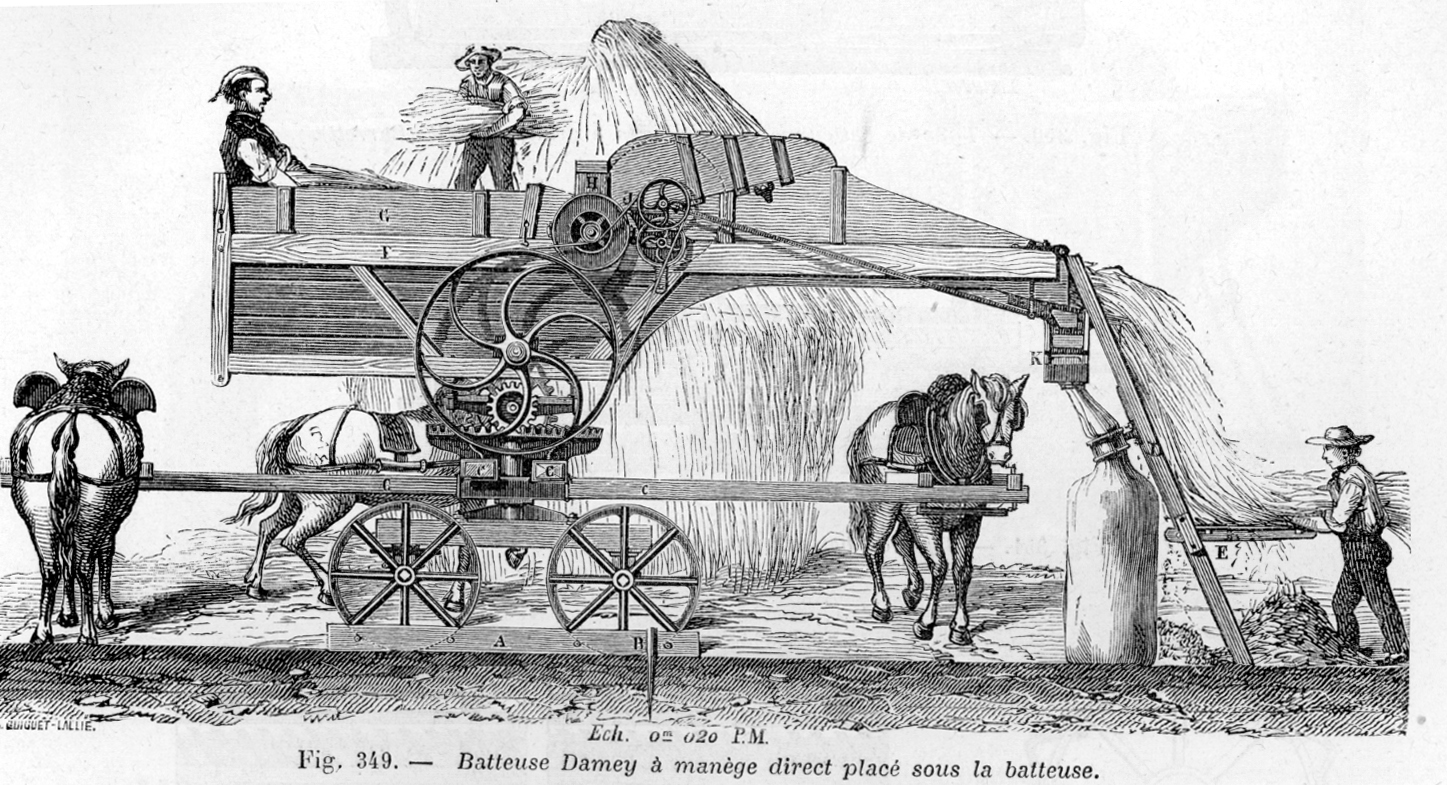
Cavall impulsat per la batuda de la màquina

Captain Swing va ser un nom que es va afegir a diverses cartes amenaçadores durant els disturbis rurals de Swing de 1830, quan els treballadors es van amotinar per la introducció de noves màquines de batre i la pèrdua dels seus mitjans de vida. El nom va ser inventat i va arribar a simbolitzar la ira dels pobres treballadors de l'Anglaterra rural que volien tornar als temps anteriors a la màquina quan es feia servir la mà d'obra humana.

## La guerra dels manobres
William Cobbett va ser un activista polític que va donar suport als treballadors agrícoles. Va viatjar per Kent i Sussex i va parlar amb els treballadors agrícoles sobre els seus problemes. Després va utilitzar això com a material font per a la seva revista The Political Register. Va saber que molts treballadors agrícoles estaven mal pagats, o estaven a l'atur i mig morien gana. El suport econòmic per a un treballador agrícola acomiadat era inferior al que es pagava per mantenir un delinqüent a la presó. Cobbett es va adonar que les parròquies estaven intentant evitar haver de donar suport als pobres, ja que moltes parròquies enviaven treballadors als Estats Units per estalviar-se els costos de mantenir-los com a pobres. Cobbett havia predit que hi hauria problemes amb els treballadors agrícoles i quan els disturbis rurals van començar a Kent i es van estendre a Sussex durant l'agost de 1830, Cobbett la va descriure com la "guerra dels treballadors".
Les principals causes dels disturbis van ser degudes a un excés de mà d'obra, majoritàriament d'homes implicats en les guerres napoleòniques, que tornaven a casa. També per obrers irlandesos itinerants preparats per treballar gairebé per res, soscavant els treballadors agrícoles locals. Això va coincidir amb una caiguda dels preus agrícoles. Durant la depressió posterior, els agricultors no van poder pagar als seus treballadors agrícoles un salari sostenible. Els pagesos també van deixar el costum de permetre que els seus treballadors s'enduguessin les restes de les collites després de la collita de blat de moro, que els ajudaria a passar l'hivern. Això s'agreujava amb els delmes de l'església i el tancament de terres comunes.
A més, els agricultors van començar a introduir màquines de batre que van desplaçar la mà d'obra humana. Els treballadors desplaçats no tenien mitjans per alimentar o vestir les seves famílies durant l'hivern. Un resident de Lewes a Sussex, Gideon Mantell, ⁣ l'obstetra, geòleg i paleontòleg anglès, va assenyalar al seu diari de 1830:
| «                        | (anglès) It is all bad, our peasantry are in a state of ignorance and slavery: almost starving without the knowledge to attempt obtaining redress without violence, without violating laws, which are made to oppress the poor and protect the rich. | (català) Tot és dolent, la nostra pagesia es troba en un estat d'ignorància i esclavitud: gairebé morint de fam sense saber per intentar obtenir reparació sense violència, sense violar les lleis, que estan fetes per oprimir els pobres i protegir els rics. | » |
| — Brandon 2010, p. 53-54 | | |   |

Les protestes populars dels treballadors agrícoles es van produir a les zones agrícoles del sud d'Anglaterra. Els principals objectius de les multituds en protesta eren els terratinents/latifundistes, les trilladores dels quals van destruir o desmantellar, i als quals van demanar un augment dels salaris.
Les protestes destacaven per la seva disciplina, una tradició de protesta popular que es remunta al segle xviii. L'acte de marxar cap a la casa d'un granger ofensiu va servir no només per mantenir la disciplina del grup, sinó també per advertir a la comunitat en general que estaven regimentats i decidits. Sovint buscaven reclutar funcionaris de la parròquia local i, ocasionalment, magistrats per millorar també els nivells de socors dels pobres. A tot Anglaterra, 2.000 manifestants van ser jutjats el 1830–1831; 252 van ser condemnats a mort (tot i que només 19 van ser realment penjats), 644 van ser empresonats i 481 van ser transportats a colònies penals d'Austràlia.

## Qui fou Swing

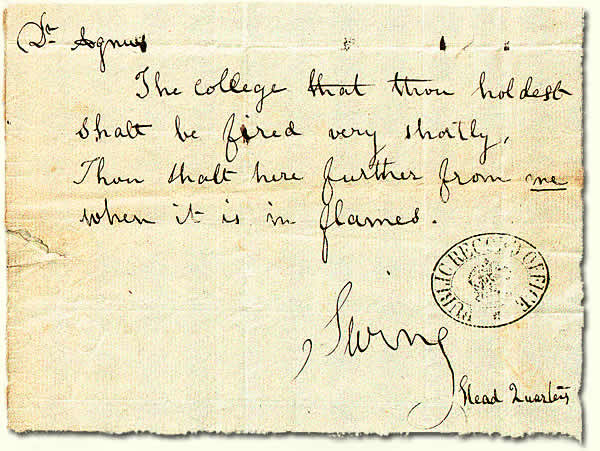
Típica carta de "Swing".

| «                     | (anglès) Oh Captain Swing, he'll come in the night To set all your buildings and crops alight And smash your machines with all his might That dastardly Captain Swing! | (català) Oh, capità Swing, vindrà a la nit Per encendre tots els vostres edificis i conreus I aixafeu les vostres màquines amb totes les seves forces Aquell miserable capità Swing! | » |
| — Gallop 2017, Part 1 | | |   |

Threshing machines had been contentious since the Napoleonic wars. Letters had been sent to farmers, in the Reading area, suggesting that they should get rid of their threshing machines as early as 1811, the following two were reproduced in The London Gazette:
| «                              | (anglès) ''Whitehall September 3 1811 Whereas it hath been humbly represented to His Royal Highness the Prince Regent that Two anonymous threatening Letters have been received by Mr William Shackell of Early Court and Mr James Fuller of Loddon Bridge near Reading in the County of Berks of which the following are Copies viz. "Blood and Vengance against Your Life and Your Property for taking away our Labour with Your Threshing Machine Seven of us near your Dwelling House have agreed that if you do not refrain from Your Threshing Machine we will Thresh Your Rick with Fire & Bathe Your Body in Blood How will the People of Reading Gaze to see Early Court all in a Blaze" You may Believe it so Help Mr Shackell Early Court to be left at Marquis Granby "A Warning Whereas We are informed You are about to have a Threshing Machine to take away our Labour and If you do there is a plott laid among Us the Labourine People in this neighbourhood to set your Rick and Barns a fire and first opportunity to give you the Leaden fevour. Mr Fuller Loddon Bridge Farm Berks" | (català) ''Whitehall 3 de setembre de 1811 Considerant que s'ha representat humilment a la Sa Altesa Reial el Príncep Regent que el Sr. William Shackell, de Early Court i el Sr. James Fuller, de Loddon Bridge, prop de Reading, al comtat de Berks, han rebut dues cartes amenaçadores anònimes de les quals són còpies. és a dir. "Sang i venjança contra la teva vida i les teves propietats per treure'ns el nostre treball amb la teva màquina de batre Set de nosaltres a prop de la teva casa d'habitació hem acordat que si no t'abstins de la teva màquina de trillar, triturarem el teu Rick amb foc i banyarem el teu cos. Sang Com es mirarà la gent de Reading per veure Early Court tot en flames" "Potser us ho creieu, així que ajudeu al Sr. Shackell Early Court a deixar-se al Marquis Granby" "Una advertència, mentre que se'ns informa que esteu a punt de tenir una màquina de trillar per treure'ns la nostra mà d'obra i, si ho feu, hi ha una trama entre nosaltres, la gent treballadora d'aquest barri per incendiar el vostre Rick and Barns i la primera oportunitat de donar vostè el febre de plom. Mr Fuller Loddon Bridge Farm Berks" | » |
| — London Gazette 1811, p. 1730 | | |   |

La nit del dissabte, 28 d'agost de 1830, a la vall d'Elham, Kent, una batedora va ser destruïda pels amotinats. Els caps van ser arrestats el 27 de setembre de 1830, nou dies després que la paraula "Swing" fos pintada a les parets sense pintar entre Canterbury i Dover.
També es van enviar dues cartes amenaçadores als agricultors locals, signades amb el nom de SWING:
| «                          | (anglès) You are to notice that if you doant put away your thrashing machine against Monday next you shall have a "SWING". | (català) Heu de notar que si no guardeu la vostra trilladora el proper dilluns, tindreu un "SWING". | » |
| — Griffin 2010, p. 149-180 | | |   |

Inicialment, les autoritats no tenien clar qui era el responsable de la demolició de les màquines de batre i altra maquinària agrícola culpant-ne a caçadors furtius, contrabandistes o lladres de cérvols. No obstant això, no va passar gaire temps abans que s'adonessin que es tractava principalment de treballadors de la població local.
Les autoritats van intentar identificar qui era aquest 'Swing' i detenir-lo, i van trigar una estona a adonar-se que el Capità Swing probablement era un nom inventat. L'origen del nom no estava clar. Però la paraula "swing" semblava tenir un doble significat deliberat. Podria representar com la part del flail coneguda com a gronxador o swingel, que el batedor fa baixar en contacte amb el blat de moro. També pot representar un cadàver que es balanceja a la forca o al gibbet. Possiblement, una explicació més plausible és que després que un grup de treball s'hagués aturat a esmolar les seves dalles i estigués disposat a reiniciar la feina, el líder cridava 'Swing!', el líder era conegut habitualment com el Capità, per tant, 'Captain Swing'. El nom de 'Capità Swing' es va convertir en sinònim dels aldarulls i aviat va simbolitzar tota la resistència rural.

## Exemples de cartes signades per "Swing"
| «                     | (anglès) Sir, Your name is down amongst the Black hearts in the Black Book and this is to advise you and the like of you, who are Parson Justasses, to make your wills. Ye have been the Blackguard Enemies of the People on all occasions, Ye have not yet done as ye ought,... Swing'' | (català) Senyor, el vostre nom es troba entre els cors negres del Llibre Negre i això és per aconsellar-vos a vosaltres ia persones semblants, que sou Parson Justasses, que feu els vostres testaments. Heu estat els enemics de la Guàrdia Negra del poble en totes les ocasions, encara no heu fet el que hauríeu de fer,... Swing'' | » |
| — Gallop 2017, Part 1 | | |   |

| «                              | (anglès) Sir, This is to acquaint you that if your threshing machines are not destroyed by you directly we shall commence our labours. Signed on behalf of the whole... Swing | (català) Senyor, això és per informar-vos que si les vostres màquines de batre no són destruïdes directament per vosaltres, començarem els nostres treballs. Signat en nom de la totalitat... Swing | » |
| — Hobsbawm & Rudé 1973, p. 172 | | |   |

No totes les cartes eren de treballadors agrícoles empobrits que intentaven millorar la seva sort, altres persones van veure l'ús de l'epònim 'Swing' només per a beneficis privats. Per exemple, una carta enviada a una senyora Chandler de Church Farm, Pursey, Wiltshire, va ser un intent d'extorsió evident:
| «                      | (anglès) Madam — I have to request that you will send me by return of post the sum of £10, or else your house will be burned with the ground very shortly, as I know that you can well afford to spare that sum for a short time, until I have the effects to repay it. Keep this secret, or it will be the worse for you, as I have spys about your neighbourhood. Direct to me, ‘X.Y.Z.’ The Nag’s Head, James-street, Covent Garden. ‘SWING’. P. S. Be not to make no delay in sending it | (català) Senyora — He de demanar que m'enviï per devolució per correu la suma de 10 lliures, o si no, la seva casa serà cremada amb el sòl ben aviat, ja que sé que us podeu permetre el luxe d'estalviar aquesta suma per poc temps., fins que no tingui els efectes de reemborsar-lo. Mantingueu aquest secret, o us serà pitjor, ja que tinc espies pel vostre barri. Directe a mi, 'X.Y.Z.' The Nag's Head, James-street, Covent Garden. 'SWING'. P. S. No demoreu en enviar-lo | » |
| — Matthews 2011, p. 31 | | |   |

El remitent va resultar ser un soldat de Dragoons.